# Compartimento fascial
Em anatomia, chama-se compartimento fascial, fáscia ou loja anatômica, o conjunto de tecidos fibrosos (invólucros fasciais) que penetram e envolvem músculos, ossos, nervos, vasos sanguíneos, vísceras e órgãos do corpo, provendo suporte, proteção e forma ao organismo. Diferenciam-se do epimísio, que cobre cada músculo individual.
As fáscias são estruturas de tecido conjuntivo muito resistentes, de aparência membranosa, geralmente alimentadas por nervos e vasos sanguíneos específicos que se estendem por todo o corpo como uma rede tridimensional. O sistema de fáscias é caracterizado por uma grande capacidade de deslizamento e deslocamento. 
Existem diversas camadas de fascias no nosso corpo: a superficial, profunda, cranial e visceral. 
Alguns dos compartimentos fasciais têm nomes específicos, como a fáscia da coxa, também denominada fáscia lata, e a fáscia glútea (por vezes, denominada errôneamente “aponeurose glútea”).